# Heckler & Koch HK416
A Heckler & Koch HK416 német fejlesztésű gépkarabély, melyet a Heckler & Koch fejlesztett ki és gyárt. Alapvetően az AR–15-re épülő fegyver, amely a Colt M4 gépkarabélyának vetélytársaként került kifejlesztésre, azonban nem a sok negatív kritikával illetett amerikai direkt gázelvételes, hanem a G36-féle rövid hátrasiklású gázdugattyús töltő-ürítőrendszert alkalmazza. Néhány kiegészítője kompatibilis az M4-gyel, azonban alaprendszere eltérő.

## Története
Az amerikaiak az M4/M16 fegyvercsalád megbízhatatlanságával, és a környezeti hatásokra való érzékenységével a rendszeresítése óta küzdenek. Már a vietnámi háború alatt is sok probléma volt a frissen rendszeresített M16-os gépkarabélyokkal a párás és nedves viszonyoknak köszönhetően. Azóta ezeknek a fegyvereknek a gondjait elméletileg a mérnökök kiküszöbölték, azonban az elmúlt évtized fegyveres konfliktusai Afganisztánban és Irakban újra kihozták, főként az M4 "betegségeit". Így több neves fegyvergyártó is, mint az FN Herstal vagy a Heckler & Koch rögvest rácsaptak a lehetőségre, hogy esélyesek legyenek amerikai hadiipari megrendelésekre. Míg az FN mérnökei egy teljesen új konstrukció fejlesztésébe kezdtek, melynek főbb kezelőszervei és tárja megegyeztek ugyan az M4/M16-családéval, de kinézetre és szerkezetre teljesen elüt attól (így született meg a SCAR gépkarabély). A Heckler & Kochnál ezzel szemben úgy gondolták, hogy az amerikai katonai piac meghódításának legegyszerűbb módja, ha már a jól bevált M4/M16 konstrukcióját veszik alapul, és javítják fel, hiszen a fegyveres testület tagjai ezekre vannak kiképezve. Ráadásul már bebizonyosodott az elmúlt évtizedek során, hogy kényelmi szempontból roppant jól sikerültek, arról nem is beszélve, hogy számos kis cég gyárt hozzájuk kiegészítőket. A H&K mérnökei először egy átalakítószett tervezésével próbálkoztak, de hamar kiderült, hogy ez hamvában holt ötlet, a valóban megbízható működéshez a teljes gázelvételi rendszert meg kell változtatni. Így váltotta le a direkt gázelvezetéses rendszert a short stroke gázdugattyús működés. Az új fegyver kifejlesztése Ernst Mauch fejlesztőmérnök nevéhez köthető, illetve komoly részt vállalt még benne Larry Vickers amerikai veterán elitkatona és lőkiképző. Érdekesség, hogy az első prototípusokat HK M4-nek nevezték el, de a Colt perrel fenyegette a Heckler & Kochot, miszerint az M4 név használatának a joga kizárólag őket illeti meg, ezért a fegyvert átkeresztelték HK 416-ra. 2004-ben megkezdődtek a HK 416 csapatpróbái. A fegyver - természetesen az előző tesztek sikere után - harcoló alakulatokhoz került, és fényesen vizsgázott. Megbízhatóságában és kosztűrésében messze jobban teljesített akármelyik M4 vagy M16 típusnál. A jól sikerült teszt ellenére a Heckler & Koch mégsem kapta meg az áhított szerződést. Hiába kapott a katonáktól pozitív véleményt a gépkarabély, a hadvezetés szabványosítására hivatkozva a hadvezetés nem szerződött a céggel. Szerencsére a H&K nem esett kétségbe emiatt, és tovább folytatta a HK 416 -os gyártását, ami jó döntésnek bizonyult, hiszen hamarosan a norvég hadsereg jelentős, több mint 8000 darabos megrendelést adott az új gépkarabélyra. Ezenfelül más országok speciális katonai erői, mint például a francia 10. és 20. ejtőernyős kommandója, vagy az olasz speciális erők, a Delta Force, a Navy Seals 6-os számú egysége és számos SWAT-alakulat rendelt az új fegyverből.

## Típusváltozatai

### Polgári
A fegyvertípus polgári változatát a HK 2007-ben mutatta be MR223 néven, ahogy a HK417-ét MR308 néven. Mindkét változat öntöltő, csak egyes lövésre alkalmas elsütőszerkezettel vannak ellátva több sportos kiegészítővel. A 2009-es amerikai SHOT Show-n kerültek bevezetésre az amerikai polgári lőfegyverpiacon mint MR556 és MR762. Itt újabb változata jelent meg MR556A1 néven, mely egy továbbfejlesztett változat. Ez a változat több, az amerikai különleges erők által alkalmazott elemekkel is el lett látva.

## Fordítás
- Ez a szócikk részben vagy egészben  a   Heckler & Koch HK416 című angol Wikipédia-szócikk fordításán alapul.  Az eredeti cikk szerkesztőit annak laptörténete sorolja fel. Ez a jelzés csupán a megfogalmazás eredetét és a szerzői jogokat jelzi, nem szolgál a cikkben szereplő információk forrásmegjelöléseként.